# Imjin
Der Rimjin bzw. Imjin ist ein Fluss in Nord- und Südkorea.  
Seine Fließrichtung ist von Norden nach Süden. Er durchfließt die Demilitarisierte Zone und mündet in den Hangang nördlich von Seoul, nahe dessen Mündung in das Gelbe Meer.